# 國際可可組織
國際可可組织（英語：International Cocoa Organization，縮寫:ICCO）建於1973年，負責執行和管理1972年國際可可豆協定，以及1975年、1980年、1986年和1993年的後續協定。各項協定均在聯合國支持下，由可可豆生產國政府和可可豆消費國政府簽訂。一項代替1993年協定的新協定已在2001年2月召開的聯合國可哥會議上談成，這項新協定，簡稱為2001年協定，現在已開放簽字，並將於2002年生效。
國際可可組织是匯總和宣傳可可豆資訊，推動在可可豆生產、消費、銷售等領域的經濟研究，鼓勵開發有關可可豆項目的一個主要的世界性論壇。在這方面，該組織下設的 “世界可可豆經濟諮詢組”已經就主要問題召開了多次會議。 1993年協定的成員包括42個國家和一個政府組織，代表了世界可可豆生產的80%以上和世界可可豆消費的70%左右。非協定成員國也常常以觀察員身份列席會議。

## 成員國
到2000年12月共有42個成員國，可分為出口國和進口國：

### 出口國
貝寧、巴西、喀麥隆、科特迪瓦、多明尼加、厄瓜多爾、加蓬、加納、格林伍德、牙買加、馬來西亞、尼日利亞、巴布亞紐幾內亞、秘魯、聖多美及普林西比、塞拉里昂、多哥、特立尼達和多巴哥、委內瑞拉

### 進口國
奧地利、比利時、盧森堡、捷克、丹麥、埃及、芬蘭、法國、德國、希臘、匈牙利、愛爾蘭、意大利、日本、荷蘭、挪威、葡萄牙、俄羅斯、斯洛伐克、西班牙、瑞典、瑞士、英國

## 1993年協定的要點
1. 發展和加強世界可可豆經濟各部門的國際合作，為討論有關事項提供一個適當的論壇。
2. 在對生產者有利、消費者能接受的價格基礎上，為世界可可豆市場的供求平衡作出貢獻。
3. 通過收集和分發有關可可的統計和其他資料，提高世界可可豆經濟的透明度。
4. 在可可豆領域進行科學研究和開發。
5. 發揮本組織作為一個國際商品機構的作用，以便通過商品共同基金第二帳戶的資助，來籌備、提交和管理有關專案。另設小型專家工作組處理專業性問題，目前，有三個專家組分別研究可可豆品質，可可豆研究和環境，以及可可豆庫存問題。

## 參照
中國食品土畜進出口商會